# ブライトン・ルイス・アンド・ヘイスティングス鉄道
ブライトン・ルイス・アンド・ヘイスティングス鉄道（ブライトン・ルイス・アンド・ヘイスティングスてつどう、英語: Brighton, Lewes and Hastings Railway）は、かつてイングランド南部に存在した鉄道事業者で、現在のイースト・コーストウェイ線開業に関わった。1844年2月に設立される。1846年7月に路線を開業させたが、開業後数週間でロンドン・ブライトン・アンド・サウス・コースト鉄道（LB&SCR）に統合された。

## 歴史
1837年、ロンドン・アンド・ブライトン鉄道（LBR）の開業が議会から認められ、その際ショアハムからニューヘヴンまでの支線建設の許可も下りた。しかし、この支線の建設には至らなかった。そのため1844年に会社が設立され、サウス・イースタン鉄道が営業するヘイスティングス駅までの路線建設を目指した。同年7月には議会から路線の承認を得たが、その際同社の株式はLBRに譲渡するとの条件が課された。会社の売却手続きは翌年行われ、同社はLBRの支社として営業を続けた。
路線の建設はロンドン・ロード高架橋の建設に始まり、ファルマーではトンネル建設も行った。工事は1844年9月に始まり、46年6月にはブライトン - ルイス間が開業した。その後会社はロンドン・ブライトン・アンド・サウス・コースト鉄道に統合され、ルイス以東の建設工事はLB&SCRが担当した。